# Серена Аутьєрі
Серена Аутьєрі (італ. Serena Autieri), народилася 4 квітня, 1976 року, Неаполь, Італія — італійська, співачка, акторка, телеведуча.

## Біографія
У дитинстві займалася балетом, співом і читанням. У 1997 році вона випустила свій перший альбом "Anima Soul". Дебютувала на телебаченні в 1998 році на проекті "Un Posto Al Sole", телеканал Rai Tre. 2002-го виступила з першим концертом "Bulli e pupe". Наступного року Аутьєрі була співведучою 52-го пісенного фестивалю у Сан-Ремо разом з Піппо Баудо і акторкою Клаудією Джеріні. У 2004 році зіграла свою першу головну роль у картині "Сара Мей" (Маріанна).

## Фільмографія

### Театр
- Bulli e pupe (2002)
- Vacanze Romane (2003/2004-05)
- Shakespeare in Jazz (2006)
- Facce da teatro (2007)
- A Midsummer Night's Dream (2008)
- Shakespeare in Jazz (2009)

### Кіно
- Sara May (2004)
- Notte prima degli esami - Oggi (2007)
- Liolà (2008)
- L'ultimo Crodino (2008)
- Natale in Sudafrica (2010, cine-panettone)
- Жінки проти чоловіків (2011)
- "Il Regno di Ghiaccio" (2013)

### Телебачення
- Un posto al sole (1998–1999, series)
- Vento di Ponente (2002, series)
- Vento de Ponente 2 (2003–2004, series)
- Tutti i sogni del mondo (2003, mini-series)
- La maledizione degli Templari (2005, mini-series)
- Callas and Onassis (2005, film)
- L'onore e il rispetto (2006, mini-series)
- The Spear of Destiny (2007)
- Agrodolce (2008, series)
- Dr. Clown (2008, film)
- L'onore e il rispetto 2 (2009, mini-series)

## Джерело
- Серена Аутьєрі на сайті IMDb (англ.)
- Офіційна сторінка (італ.)